# Peire Rogier
Peire Rogier(s) o Rotgiers, italianizzato in Pietro Rogiers (1145 circa) è stato un trovatore alverniate, attivo nel 1160-1180, seguace della scuola del trobar leu e in relazione con Raimbaut d'Aurenga.
Ci restano alcuni suoi componimenti.

## Biografia
La vita e la carriera di Peire ci sono note da una sua vida del tardo secolo XIII, la cui veridicità, nonostante riporti gli innumerevoli dettagli dei suoi viaggi, è stata giudicata non sempre attendibile.
Di nobile famiglia, dapprima canonico della cattedrale di Clermont, Peire la lascia per diventare un menestrello itinerante e infine si stabilisce per un certo periodo a Narbona alla corte della viscontessa Ermengarda. Qui si innamora della sua signora e mecenate Ermengarda, a cui dedica molte canzoni, dandole il soprannome (non si sa per quale ragione) di Tort-n'avetz ("Torto ne avete"). Dopo qualche tempo però la voce di un rapporto adulterino fra i due diventa di pubblico dominio, tanto da indurre la viscontessa a chiedergli di partire (il timore delle malelingue e la preoccupazione per l'onorabilità della signora amata, sono topoi della poesia provenzale). Peire si reca quindi alla corte di Raimbaut d'Aurenga, dove rimane per lungo tempo; dopodiché, parte per soggiornare in quella di Alfonso VIII di Castiglia, e poi in quella di Alfonso II di Aragona, e alla fine in quella di Raimondo V di Tolosa, dove arriva verso il 1170 circa. Secondo quanto si legge nella sua vida, egli diventa molto stimato come trovatore durante i suoi viaggi, ma non vi è nessuna attestazione di movimenti altrimenti compiuti in Spagna, eccetto forse l'assemblea di trovatori alla corte d'Aragona menzionata nell'opera di Peire d'Alvernhe (la quale non necessariamente deve avere avuto luogo). Peire entra nell'Ordine di Grandmont prima della sua morte.

## Temi e stile
L'atteggiamento di Peire Rogier in merito all'amor cortese è di una varietà estremamente riverente, in cui l'uomo si sottomette completamente alla sua donna, la quale rappresenta un esempio di virtù e cortesia (benché la parola cortezia non compaia mai nei suoi lavori pervenutici). Lei può tramite le sole parole convertire un uomo maleducato in uno cortese. L'amore non ha bisogno di essere fisico per essere goduto e soffrire a vantaggio di quello della signora è considerato piacere. Da una delle sue poesie leggiamo:
A Peire è stato attribuito il Roman de Flamenca; dato che questo venne scritto intorno al 1234–1235, Peire l'avrebbe potuto comporre solo intorno ai novant'anni, cosa difficilmente credibile. Tuttavia è vero che l'autore della Flamenca probabilmente imitava la trovata più innovativa di Peire Rogier che consiste nell'introdurre nella poesia un dialogo fra la voce del poeta e un interlocutore immaginario. Sotto questo aspetto Peire Rogier fu anche imitato da Guiraut de Bornelh.

### Componimenti[10]

#### Cansos
- Al pareyssen de las flors[11]
- Dous' amiga, no·n puesc mais
- Entr' ir' e joy m'an si devis
- Ges non puesc en bon vers fallir[12]
- No sai don chant, e chantars plagra·m fort
- Per far esbaudir mos vezis[13]
- Tan no plou ni venta[14]
- Tant ai mon cor en joy assis

#### Sirventes
- Seign' en Raymbaut, per vezer[15]

#### Componimenti contesi ad altri trovatori
- Abans que·l blanc pueg sion uert[16] (sirventes di Peire d'Auvergne)
- Bel Monruel, aicel que·s part de vos[17] (Bernart de Ventadorn)
- Ben sai e conosc veramen[18] (sirventes di Raimbaut de Vaqueiras)
- Ben volgra midons saubes[19] (canso di Arnaut Plagues)
- Ja non creirai q'afanz ni cossirers[18] (canso di Aimeric de Belenoi)
- L'adregz solatz e l'avinens companha (canso di Pons de Capduoill)
- On mais a hom de valensa (sirventes di Guillem de Montanhagol)